# GW170817
Coordenadas:  13h 09m 48.08 s, −23° 22′ 53.3 ″
GW170817 es una señal de onda gravitatoria (GW; de Gravitatory Wave en inglés) observada por los detectores LIGO y Virgo el 17 de agosto de 2017. Fue producida en los últimos minutos de dos estrellas de neutrones en pleno colapso orbital, lo que causó su fusión. Es la primera observación de este tipo de ondas que ha sido confirmada por medios no gravitacionales.
A diferencia de todas las detecciones anteriores de ondas gravitatorias (procedentes de la fusión de un agujero negro), en las que no se esperaba que se produjera una generación de radiación electromagnética detectable,

 en este caso las señales del espectro electromagnético producidas fueron captadas por 70 observatorios en siete continentes y en el espacio, marcando un avance significativo para la astronomía de multi-mensajeros.
Técnicamente, hubo tres observaciones separadas y una fuerte evidencia de que provenían de la misma fuente astronómica:
- GW170817, que tuvo una duración de aproximadamente 100 segundos y muestra las características en intensidad y frecuencia esperadas del deterioro orbital de dos estrellas de neutrones. El análisis de la ligera variación en el tiempo de llegada del pulso gravitatorio en las tres ubicaciones del detector (dos LIGO y un Virgo) permitió determinar una dirección angular de la fuente aproximada.
- GRB 170817A, un brote de rayos gamma corto (~ 2 segundos de duración) detectado por el dispositivo en órbita INTEGRAL y por el telescopio a bordo de la nave espacial Fermi 1.7 segundos después de recibirse la señal de la onda de gravedad.[1][11][12] Estos detectores tienen una sensibilidad direccional muy limitada, pero indicaron una gran área del cielo superpuesta a la posición del origen de la onda gravitatoria. Durante mucho tiempo se ha teorizado que las explosiones cortas de rayos gamma son causadas por fusiones de estrellas de neutrones.
- AT 2017gfo (originalmente, SSS17a), una transición astronómica óptica detectada 11 horas más tarde en la galaxia NGC 4993[13] durante una búsqueda en la región indicada por la detección de la onda gravitatoria. Fue observada por numerosos telescopios, desde las ondas de radio hasta las longitudes de onda de los rayos X, durante los días y semanas siguientes, y mostró las características (una nube de material rico en neutrones que se mueve rápidamente y se enfría rápidamente) que se espera de los desechos expulsados de una fusión de estrellas de neutrones.

El 9 de diciembre de 2017, los astrónomos informaron de un aumento de las emisiones de rayos X de la misma procedencia que GW170817 / GRB 170817A / SSS17a.

## Anuncio
Las observaciones se anunciaron oficialmente el 16 de octubre de 2017 en conferencias de prensa celebradas en el National Press Club en Washington D. C. y en la sede del Observatorio Europeo Austral en Garching bei München en Alemania.
Antes del anuncio oficial, se filtró cierta información a partir del 18 de agosto de 2017, cuando el astrónomo J. Craig Wheeler de la Universidad de Texas en Austin tuiteó "Nuevo LIGO. Fuente con respuesta óptica. ¡Agárrense fuerte!". Luego borró el mensaje y se disculpó por saltarse la exclusiva marcada por el protocolo del anuncio oficial. Otras personas siguieron el rumor e informaron de que los registros públicos de varios telescopios importantes daban cuenta de las interrupciones de prioridad para observar NGC 4993, una galaxia a 40 MegaParsec de distancia en la constelación de Hidra. Los colaboradores se habían negado anteriormente a comentar estos rumores, sin refrendar un anuncio previo de que había varios eventos cósmicos analizándose.

## Detección de ondas gravitacionales
La señal de la onda gravitacional duró aproximadamente 100 segundos, con una frecuencia a partir de 24 hercios (ciclos por segundo). Cubrió aproximadamente 3000 ciclos, aumentando en amplitud y frecuencia a unos pocos cientos de Hz en el típico patrón de un colapso orbital, terminando con la colisión registrada a las 12:41:04.4 en tiempo universal coordinado. El pulso llegó primero al detector Virgo en Italia, 22 milisegundos más tarde al detector LIGO-Livingston en Louisiana, EE. UU., y otros 3 milisegundos más tarde al detector LIGO-Hanford en el estado de Washington, EE. UU. La señal fue detectada y analizada mediante la comparación con una plantilla (es decir, con la predicción deducida de la relatividad general definida a partir de una aproximación post-newtoniana).
Una revisión automática en la computadora del flujo de datos del LIGO-Hanford provocó la alerta del equipo del LIGO unos 6 minutos después del evento. La alerta de rayos gamma ya se había emitido en este momento (16 segundos después del evento), por lo que el instante de coincidencia casi simultáneo se marcó automáticamente. El equipo LIGO/Virgo emitió una alerta preliminar (con tan solo la posición de rayos gamma en bruto) a los astrónomos de los equipos de seguimiento en los 40 minutos posteriores al evento.
La localización del lugar de procedencia de las ondas en el cielo requiere combinar datos de los tres interferómetros. Este proceso se demoró por dos incidencias: los registros de Virgo se retrasaron por un problema de transmisión de datos, y los del LIGO Livingston se contaminaron por un fallo (una breve explosión de ruido del instrumento) unos segundos antes del clímax. Esto hizo que fuera necesario realizar un análisis manual antes de que la ubicación del evento en el cielo se pudiera anunciar aproximadamente 4.5 horas después de producirse. Las tres detecciones localizaron la fuente en un área de 31 grados cuadrados en el cielo del hemisferio sur, con un 90 % de probabilidad. Cálculos más detallados refinaron la localización hasta 28 grados cuadrados más adelante. En particular, la ausencia de una detección clara por parte del sistema de Virgo significaba que la fuente estaba en uno de los puntos ciegos de Virgo; este hecho contribuyó a reducir considerablemente el área de localización de la fuente.

## Detección de rayos gamma

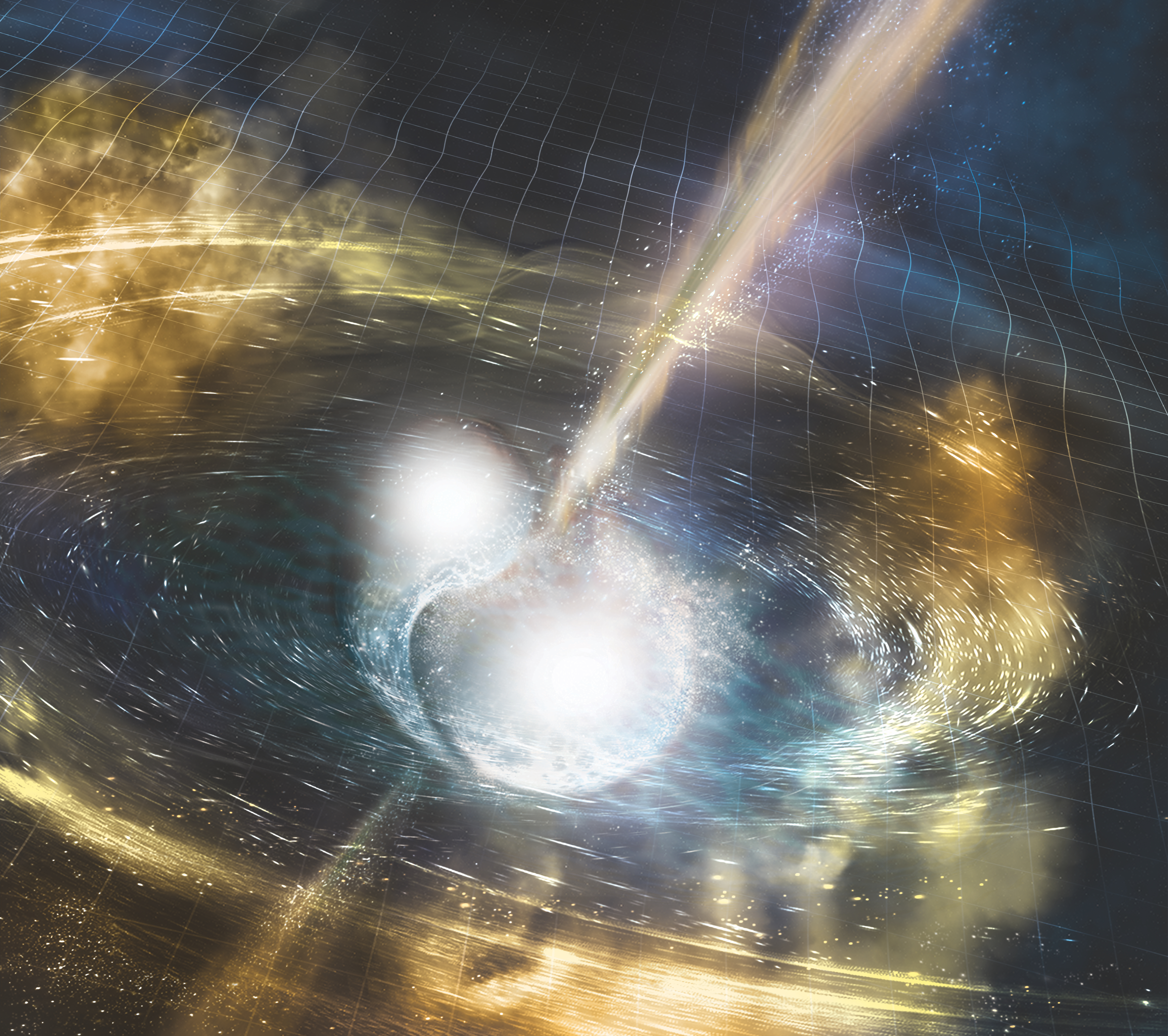
Representación artística: la fusión de dos estrellas de neutrones

La primera señal electromagnética detectada fue GRB 170817A, un corto brote de rayos gamma, detectado 1.74±0.05 s después del tiempo de fusión y duró aproximadamente 2 segundos.
El haz de rayos gamma GRB 170817A fue descubierto por el telescopio Fermi, con una alerta automática emitida tan solo 14 segundos tras la detección. Después de la circular LIGO/Virgo, unos 40 minutos más tarde, el procesamiento manual de datos del telescopio de rayos gamma INTEGRAL también lo detectó. La diferencia en el tiempo de llegada entre Fermi e INTEGRAL ayudó a mejorar la localización del origen de la señal en el firmamento.
Este GRB era relativamente débil dada la proximidad de la galaxia anfitriona NGC 4993, posiblemente debido a que sus chorros de flujo no apuntaban directamente hacia la Tierra, sino que formaban un ángulo lateral de unos 30 grados.

## Seguimiento electromágnetico

Imagen tomada por el Hubble de NGC 4993, con un detalle de GRB 170817A unos 6 días después. Fuente: NASA y ESA

Curvas de la luz visible

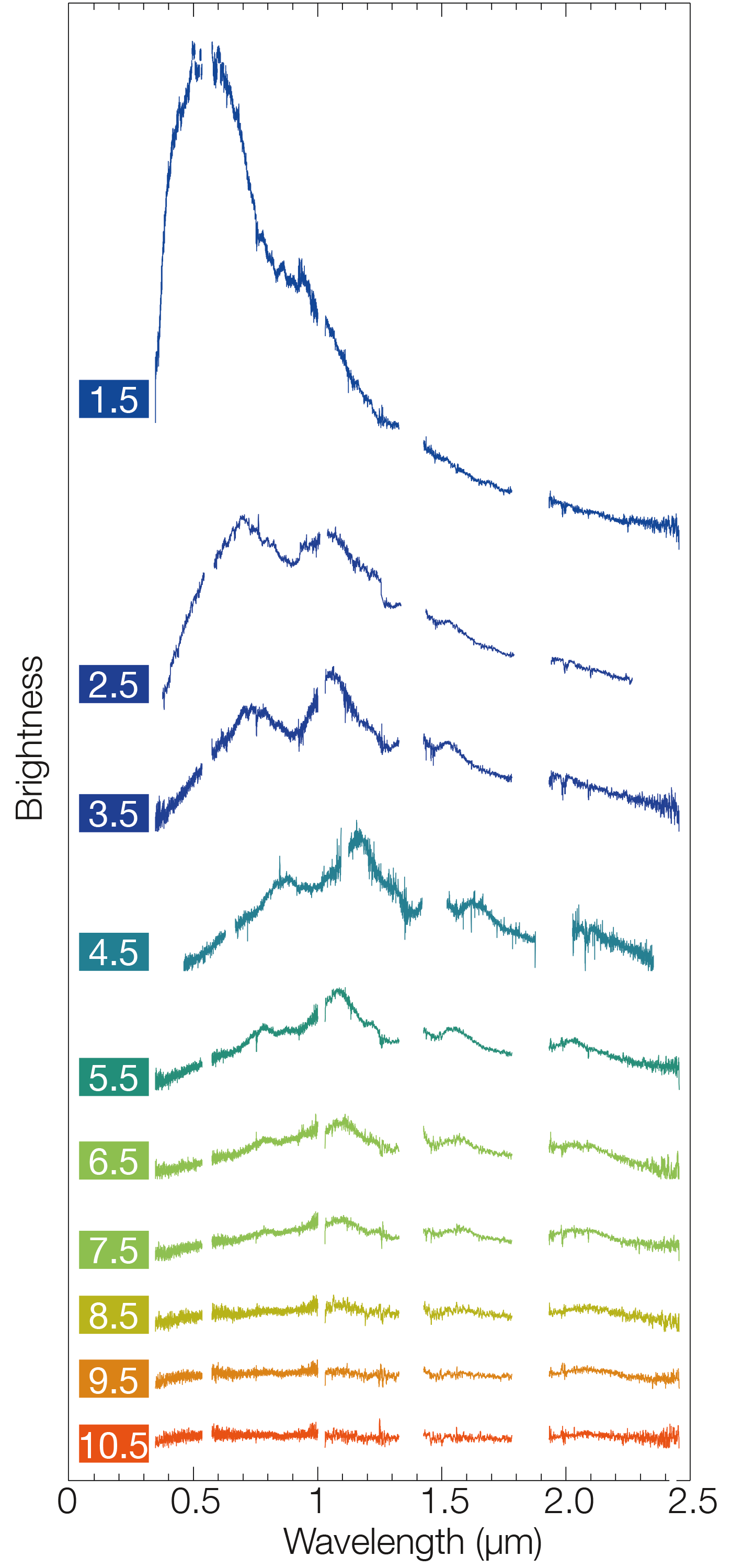
Cambios en los espectros de la luz visible y del infrarrojo cercano

Se emitieron una serie de alertas a otros astrónomos, comenzando con un informe de la detección de rayos gamma y el "disparo" de un detector del LIGO a las 13:21, y una ubicación celeste deducida a partir de los tres detectores a las 17:54 UTC. Esta alerta desencadenó una búsqueda masiva desde instalaciones astronómicas y telescopios robóticos. Además del gran tamaño esperado del área de búsqueda (alrededor de 150 veces el área de un plenilunio), esta búsqueda fue un desafío porque el área de búsqueda estaba cerca del Sol en el cielo y, por lo tanto, solo visible por lo menos unas horas después para cualquier telescopio dado.
En total seis equipos (SSS, DLT40, VISTA, Master, Dark Energy Survey, Red Global de Telescopios del Observatorio Las Cumbres (LCO) Chile) obtuvieron la misma nueva fuente de forma independiente en un intervalo de 90 minutos. El primero en detectar la luz óptica asociada con la colisión fue Swope Supernova Survey, que lo encontró en una imagen de NGC 4993 tomada 10 horas y 52 minutos después del pulso gravitatorio por el Telescopio Swope de 1 metro de diámetro que opera en radiación infrarroja desde el Observatorio Las Campanas, Chile. También fueron los primeros en anunciarlo, nombrando a su detección SSS17a en una circular publicada 12 h 26 min tras el primer evento. La nueva fuente recibió más tarde una designación oficial de la Unión Astronómica Internacional (UAI), con el nombre de AT 2017gfo.
El equipo SSS inspeccionó todas las galaxias en la región del espacio predichas por las observaciones de la onda gravitacional e identificó un único transitorio nuevo. Al identificar la galaxia anfitriona de la fusión, es posible proporcionar una distancia precisa consistente con la basada únicamente en ondas gravitacionales.
La detección de la fuente óptica/infrarroja cercana proporcionó una gran mejora en la localización, reduciendo la incertidumbre de varios grados a 0.0001 grados; esto permitió a muchos grandes telescopios terrestres y espaciales realizar un seguimiento de la fuente en los días y semanas siguientes. Pocas horas después de la localización, se realizaron muchas observaciones adicionales a través del espectro infrarrojo y visible. En los días siguientes, el color de la fuente óptica cambió de azul a rojo a medida que la fuente se expandía y enfriaba.
Se observaron numerosos espectros ópticos e infrarrojos; los primeros espectros carecían casi de rasgos distintivos, pero después de unos días, aparecieron rasgos generales indicativos de material expulsado a aproximadamente el 10 por ciento de la velocidad de la luz.
15.3 horas después del inicio, la fuente fue detectada en el ultravioleta por Swift. Nueve días después, fue detectada en rayos X por el Observatorio Chandra de Rayos X (después de la no detección en fases anteriores). Dieciséis días después del evento de fusión, la fuente se detectó en la gama de las ondas de radio con el Karl G. Jansky Very Large Array (VLA) en Nuevo México. Más de 70 observatorios que cubren el espectro electromagnético observaron la fuente.
Existen múltiples y sólidas líneas de evidencia de que AT 2017gfo es de hecho la secuela de GW 170817: la evolución del color y los espectros son drásticamente diferentes de cualquier supernova conocida. La distancia de NGC 4993 es consistente con la que se estima independientemente a partir de la señal de GW. No se ha encontrado ningún otro transitorio en la región de localización del cielo de GW. Finalmente, varias imágenes de archivo previas al evento no muestran nada en la ubicación de AT 2017gfo, descartando la existencia de una estrella variable en primer plano perteneciente a la Vía Láctea.
El 9 de diciembre de 2017, los astrónomos informaron de un aumento de las emisiones de rayos X de GW170817 / GW170817A / SSS17a.

## Otros detectores
No se encontraron neutrinos consistentes con la fuente en las búsquedas de seguimiento realizadas por los observatorios de neutrinos IceCube y ANTARES y por el Observatorio Pierre Auger. Una posible explicación para la no detección de neutrinos es que el evento se observó en un gran ángulo fuera del eje y por lo tanto el chorro de salida no estaba dirigido hacia la Tierra.

## Origen astrofísico y productos
La señal de onda gravitacional indicó que fue producida por la colisión de dos estrellas de neutrones con una masa total de 2.82 (+0.47 -0.09) multiplicada por la masa del sol (masas solares). Si se supone una velocidad de rotación estelar baja, coherente con las observados en estrellas de neutrones binarias que se fusionasen de acuerdo con la Ley de Hubble, la masa total sería de 2.74 (+0.04 -0.01) masas solares.
Las masas de las estrellas componentes tienen una mayor incertidumbre. La más grande (m1) tiene un 90 % de posibilidades de estar entre 1.36 y 2.26 masas solares y la más pequeña (m2) tiene un 90 % de posibilidad de estar entre 0.86 y 1.36 masas solares. Bajo la suposición de una baja velocidad de giro, los rangos son de entre 1.36 y 1.60 masas solates para m1 y de entre 1.17 y 1.36 masas solares para m2.
El "chirrido másico" ("chirp mass" en inglés), un parámetro directamente observable que puede ser muy similar a la media geométrica de las masas, se ha medido con un valor de 1.188 (+0.004 -0.002) masas solares.
Se cree que el evento de fusión de estrellas de neutrones produce una "kilonova", caracterizada por un corto brote de rayos gamma seguido por un "resplandor residual" óptico más largo, alimentado por la radiactividad de núcleos pesados en proceso R. Las kilonovas son candidatas para justificar la producción de la mitad de los elementos químicos más pesados que el hierro en el Universo. Se cree que se han formado un total de 16 000 veces la masa de la Tierra en elementos pesados, incluyendo aproximadamente diez masas terrestres solamente de los elementos oro y platino.
Se cree que una estrella de neutrones hipermasiva se formó inicialmente y luego colapsó en un agujero negro en cuestión de milisegundos, como lo demuestra la gran cantidad de eyección (gran parte de la cual se habría colapsado al formarse un agujero negro) y la falta de evidencia de emisiones generadas por el descenso del giro de la estrella de neutrones, lo que ocurriría para las estrellas de neutrones supervivientes.

## Importancia científica

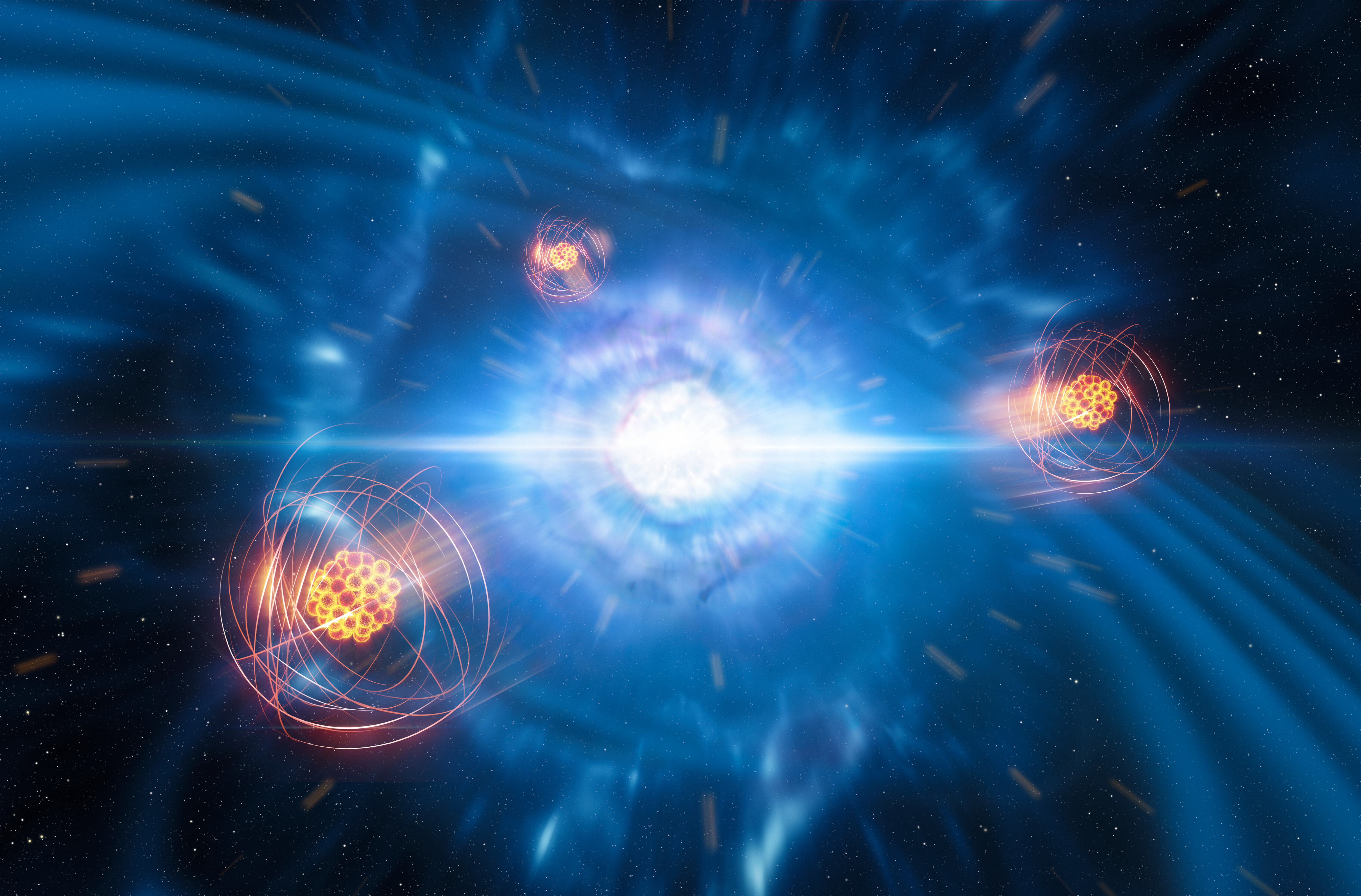
Impresión artística

El interés científico en el evento fue enorme, con docenas de documentos preliminares (y casi 100 manuscritos) difundidos el día del anuncio, incluyendo ocho cartas en Science, seis en Nature, y 23 en un número especial de The Astrophysical Journal dedicado al tema. El interés y el esfuerzo fueron globales: el documento que describe las observaciones de varios mensajeros es una obra conjunta de casi 4000 astrónomos (aproximadamente un tercio de la comunidad astronómica mundial) pertenecientes a más de 900 instituciones, utilizando más de 70 observatorios en los siete continentes y en el espacio.
Esta no es la primera observación conocida de una fusión de estrellas de neutrones; GRB 130603B fue la primera kilonova observada. Sin embargo, es con mucho la mejor observación, por lo que esta es la evidencia más sólida hasta la fecha para confirmar la hipótesis de que las fusiones de estrellas binarias son la causa de las explosiones cortas de rayos gamma.
El evento también proporciona un límite en la diferencia entre la velocidad de la luz y la de la gravedad. Suponiendo que los primeros fotones se emitieron entre cero y diez segundos después del pico de la emisión de ondas gravitacionales, la diferencia entre las velocidades de las ondas gravitacionales y electromagnéticas, vGW - vEM, está limitada a entre -3×10−15 y +7×10−16 veces la velocidad de la luz. Además, permitió investigar el principio de equivalencia (a través de la medición del efecto Shapiro) y de la covariancia de Lorentz. Los límites de las posibles violaciones de la invariancia de Lorentz (valores de los "coeficientes del sector gravitatorio") se reducen con las nuevas observaciones, hasta a diez órdenes de magnitud. GW170817 también excluyó algunos alternativas a la relatividad general, incluidas variantes de la teoría escalar–tensor, Hořava–Lifshitz gravity, emuladores de materia oscura y gravedad bimétrica.
Las señales de onda gravitacional como GW170817 se pueden usar como escalera de distancias cósmicas para proporcionar una medición independiente de la Ley de Hubble. Una estimación inicial de la constante derivada de la observación es 70.0 (+12.0 -8.0) (km/s)/Mpc, en general compatible con los mejores datos actuales.
Las observaciones electromagnéticas ayudaron a respaldar la teoría de que las fusiones de estrellas de neutrones contribuyen a la captura rápida de neutrones en el proceso R y son fuentes significativas de elementos más pesados que el hierro, incluyendo oro y platino.